# مافيسي
مافيسي هي عبارة عن واحدة من البحيرات التي تكون عادة متوسطة الحجم والتي لايمكن وصفها بالكبيرة تبلغ مساحتها حوالي 32.715 كيلومتر مربع وتقع هذه البحيرة في سافونا الجنوبية، في شرق دولة فنلندا.